# Magnolia gentryi
Magnolia gentryi es un árbol de la familia Magnoliaceae, endémica del Perú, específicamente del departamento Pasco, crece alrededor de los 1850 m s.n.m. Esta especie recibe su nombre en honor a Alwin Gentry, botánico y ecólogo estadounidense, estudioso de los bosques neotropicales.

## Descripción
Árbol perennifolio de hojas coriáceas en forma oblongo-lanceoladas de 9,5-17 × 4,5-6,2 cm evidentemente curvadas hacia abajo en el ápice y la base, estípulas de 2,2 x 2 cm, yemas florales de 1,95 a 1,25 cm; fruto de 4,5 × 3 cm; carpelos de unos 15 cm, que caen en masas; estilos caducos; semillas de 1,2 × 0,7 cm, de color marrón pálido.

## Hábitat y distribución local
Especie endémica del departamento de Pasco, habita en quebradas de pendiente moderada y ocasionalmente en cimas de colinas alrededor de los 1800 y 2000 m s.n.m. Se tiene registro de esta especie en los bosques de la comunidad nativa Alto Lagarto, la comunidad nativa Tsachopen y la parte media de la quebrada Muchuy Mayo, sector Tunqui del Parque Nacional Yanachaga Chemillén. Se desarrolla en zonas con alta humedad y baja temperatura. Se encuentran asociados con Juglans neotropica y Hedyosmum scabrum y con especies de los géneros Clusia, Cecropia, Guatteria  y Podocarpus.

## Situación actual
Es una especie vulnerable al cambio climático, actualmente se encuentra clasificada en la categoría “En Peligro” (EN) según la lista roja de especies amenazadas de IUCN.  Esto se debe a la pérdida de cobertura boscosa ocasionada por actividades humanas como la agricultura de maíz, café y granadilla.